# The Garden (Bran Van 3000)
The Garden è il quarto album del collettivo Canadese Bran Van 3000, pubblicato il 19 ottobre 2010 e anticipato dal lancio del singolo "Grace (Love on the Block)", pubblicato il 7 settembre 2010.

## Tracce
1. "A Tryst" (Feat. K-Town Sophia) - 0:58
2. "Garden Waltz" (Feat. Carinne And Francesca Como) - 3:56
3. "Oui Got Now" (Feat. Liquid And Stephane Moraille) - 4:16
4. "Drop Off" (Feat. Coco Thompson) - 6:33
5. "You" (Feat. Francesca Como And Malicious) - 4:14
6. "You Too" (Feat. Jahsepta) - 1:44
7. "Grace (Love On The Block) (Feat. Michael Rey)" - 3:06
8. "Cowboy Hoot" (Feat. Liquid) - 1:50
9. "Jahrusalem" (Feat. EP Bergen, Dorian And Sidaffa Bakel) - 3:30
10. "World Party" (Feat. Steeve Khe, Liquid And Jahsepta) - 5:08
11. "This Day" (Feat. Ben Wilkins) - 3:19
12. "La Dolce Vita" (Feat. Freddie James) - 5:43
13. "Journey" (Feat. Helena Nash, Jahsepta And Kim Bingham) - 5:53
14. "Stillness" (Feat. Rafaelle Mackay Smith And Alexandre Desilets) - 3:44
15. "Saltwater Cats" (Feat. Kim Neundorf And Malicious) - 7:02